# Vandalia (Ohio)
Vandalia – miasto w Stanach Zjednoczonych, w zachodniej części stanu Ohio.
Liczba mieszkańców w 2000 roku wynosiła 14 656.

## Klimat
Miasto leży w strefie klimatu subtropikalnego, umiarkowanego, łagodnego bez pory suchej i z gorącym latem, należącego według klasyfikacji Köppena do strefy Cfa. Średnia temperatura roczna wynosi 11,1 °C, a opady 960,1 mm (w tym do 74,1 cm opadów śniegu). Średnia temperatura najcieplejszego miesiąca - lipca wynosi 23,6 °C, natomiast najzimniejszego -2,7 °C